# جامعة رأس الخيمة للطب والعلوم الصحية
جامعة رأس الخيمة للطب والعلوم الصحية، هي أول جامعة طبية في إمارة رأس الخيمة. تأسست  الجامعة عام 2006 من قبل مؤسسة رأس الخيمة للتطوير البشري وبتوجيهات الشيخ سعود بن صقر القاسمي حاكم إمارة رأس الخيمة والرئيس الأعلى للجامعة.
تمتد الجامعة على مساحة 96,000 قدم مربع، وتؤمن خدمات ومرافق متنوعة لتلبية احتياجات الطلاب أهمها المكتبة التي تستوعب 300 طالب، وأكثر من 10 غرف للمناقشة.
تضم الجامعة أكثر من 1100 طالب ينتمون إلى 46 جنسية. الجامعة حاصلة على الاعتراف المبدئي من وزارة التعليم العالي والبحث العلمي في دولة الإمارات العربية المتحدة، وعلى الاعتراف ببرنامج الماجستير في التمريض والصيدلة الذي يعدّ الأول من نوعه في الدولة.
حصلت جامعة رأس الخيمة للطب والعلوم الصحية في العام 2024 على تقييم (خمس نجوم) في تصنيف (كيو إس ستارز) العالمي للجامعات، وقد حصلت الجامعة على التقييم بشكل عام، وعلى تقييم خمس نجوم في فئات، التدريس، وبرنامج الطب، وفرص العمل للخريجين والمرافق.

## البرامج الدراسية[4]
تقدم الجامعة مجموعة من برامج البكالوريوس:
- بكالوريوس الطب والجراحة
- بكالوريوس جراحة الأسنان
- بكالوريوس الصيدلة
- بكالوريوس التمريض

كما تقدم الجامعة أيضا برامج الدراسات العليا في الصيدلة التالية:
- دكتوراه في الصيدلة
- ماجستير العلوم في الصيدلة  السريرية
- ماجستير في الكيماء الصيدلانية
- ماجستير العلوم في الصيدلانيات

## وصلات خارجية
- الموقع الرسمي